# Legami mortali
Legami mortali è un film televisivo del 2019, diretto da Caroline Labrèche.

## Trama
Un anno dopo la tragica morte del figlio adolescente, Paige e Nathan, per aumentare le loro entrate, decidono di affittare una stanza della loro casa ad uno studente del vicino college. La scelta cade su Brandon Wilcox, il quale però nasconde delle cattive intenzioni...